# Джек Бенни
Джек Бенни (англ. Jack Benny, урождённый Бенджамин Кубельски; 14 февраля 1894 — 26 декабря 1974) — американский комик, актёр радио, кино и телевидения, скрипач. Считается ведущим американским конферансье XX века. Самый известный персонаж Бенни — прижимистый скрипач, плохо владеющий инструментом. Независимо от возраста самого Бенни, его персонажу всегда было 39 лет.
Бенни был известен выдающимся чувством момента и способностью вызвать смех многозначительной паузой или коротким выражением, как например его фирменное восклицание «Well!». Его радио- и телепередачи, пользовавшиеся популярностью с 1930 по 1960 годы, оказали сильное влияние на жанр ситкома.

## Ранние годы

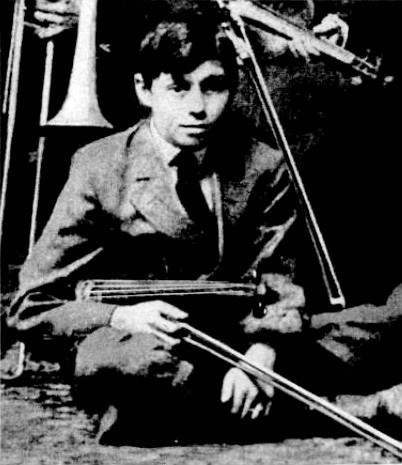
Джек Бенни в качестве участника оркестра Уокиганской старшей школы (1909)

Бенджамин Кубельски родился 14 февраля 1894 года в Чикаго, штат Иллинойс. Его детство и юность прошло в соседнем городе Уокиган. Отец — Мейер Кубельски, владелец салуна, затем галантерейного магазина, польский еврей, эмигрировавший в США. Мать — Эмма Сакс, эмигрантка из Литвы.
В возрасте шести лет Бенни начал учиться игре на скрипке, ставшей впоследствии частью его сценического образа. Родители надеялись, что он станет профессиональным скрипачом, но Бенни любил инструмент, но ненавидел упражнения. Его учителем был Отто Грэм-старший, отец профессионального игрока в американский футбол Отто Грэма. В 14 лет Бенни играл на танцах и в школьном оркестре. Он отличался невнимательностью и в школе не успевал, в результате чего был исключён из старшей школы. Также Бенни не проявил способностей в бизнес-школе, куда поступил впоследствии, и в работе с отцом в магазине. В 17 лет он начал выступать со скрипкой в местных театрах-водевиль, получая за работу 7,5 долларов в неделю. В это время его партнёром стал Нед Миллер, молодой композитор и певец, с которым у Бенни завязалась крепкая дружба.
В 1911 году Бенни работал в том же театре, что и молодые Братья Маркс. Минни Маркс, их мать, оценила игру Бенни на скрипке и пригласила выступать вместе с сыновьями. Однако родители не отпустили семнадцатилетнего Бенни на гастроли. Тем не менее, в братьями Маркс, особенно с Зеппо, завязались долгие дружеские отношения.
В следующем году Бенни и пианистка Кора Сэйлсбери организовали дуэт. Их появление на сцене привело к тому, что известный скрипач Ян Кубелик почувствовал угрозу своей репутации со стороны исполнителя с похожим именем — Кубельски. Под угрозой судебных действий, Бенджамин Кубельски сменил имя на Бен К. Бенни, иногда сокращая до Бенни. Когда Сэйлсбери вышла из дуэта, Бенни нашёл нового пианиста, Лаймана Вудса, а свой номер назвал «От оперы до рэгтайма». Сотрудничество с Вудсом продолжалось следующие пять лет, в представление понемногу стали проникать элементы комедии. Кульминацией стало выступление в театре «Палас», «мекке водевиля», но публика не была впечатлена. В 1917 году Бенни на короткое время оставил шоу-бизнес, чтобы поступить на флот во время Первой мировой войны. Со своей скрипкой он часто развлекал сослуживцев. Но однажды его выступление вызвало недовольные крики, и по просьбе Пэта О’Брайена, актёра, служившего вместе с Бенни, он выдал комедийный экспромт и с честью покинул сцену, оставив публику смеяться. Впоследствии Бенни стал чаще использовать юмор в выступлениях и заслужил репутацию и как музыкант, и как комик.
Вскоре после войны Бенни придумал спектакль для одного актёра «Ben K. Benny: Fiddle Funology». За этим последовала претензия со стороны Бена Берни, также сочетавшего в выступления текст и игру на скрипке, по поводу имени. Бенни в ответ взял себе прозвище матросов — Джек. К 1921 году скрипка становится больше предметом антуража, а шоу превращаются в лёгкую комедию.

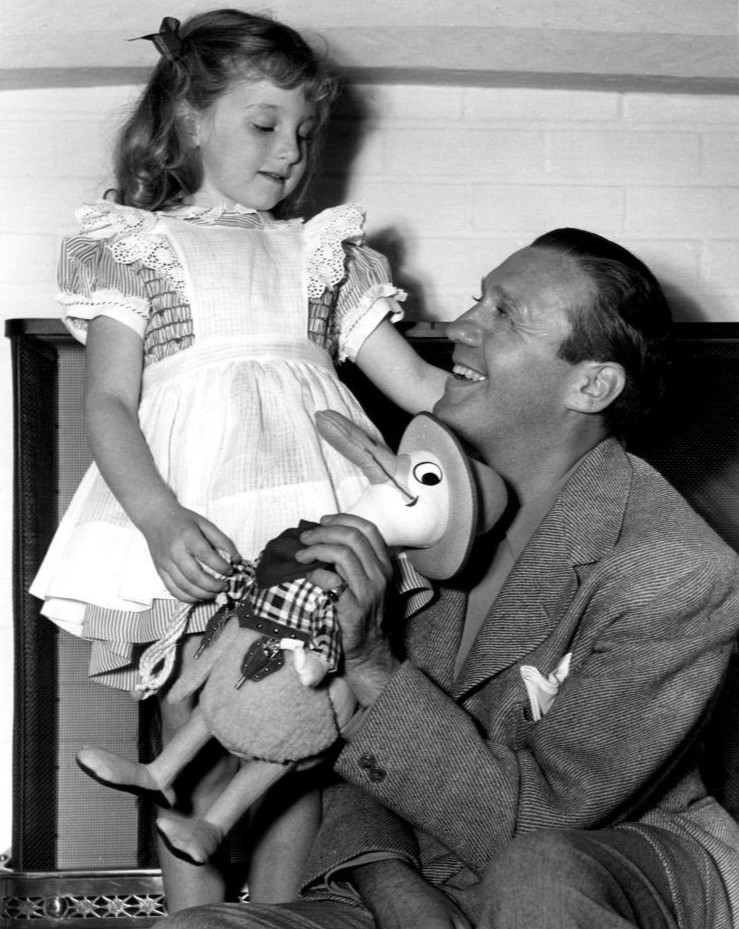
Джек Бенни с дочерью Джан (1940)

В 1922 году Бенни вместе с Зеппо Марксом был на праздновании Песаха, где познакомился с Сади Маркс, на которой через пять лет женился. Когда Бенни понадобилась актриса на роль тупой девушки, Сади сыграла эту роль, проявив комедийный талант. Взяв сценическое имя Мэри Ливингстон, Сади выступала с Джеком на протяжении почти всей карьеры. Пара удочерила девочку.
В 1929 году агент Бени, Сэм Лайонс, убедил Ирвинга Тальберга, кинопродюсера Metro-Goldwyn-Mayer, посмотреть выступление Бенни в театре «Орфей» в Лос-Анджелесе. В результате Бенни подписал пятилетний контракт и дебютировал в фильме «Голливудское ревю 1929 года». В следующем фильме, Chasing Rainbows, он себя не проявил и через несколько месяцев был освобождён от контрактных обязательств и вернулся на Бродвей в шоу Эрла Кэрролла Vanities.
Вначале не видя перспектив в радио, Бенни вскоре решил покорить эфир. В 1932 году, после четырёх недель выступлений в ночном клубе, он был приглашён на радиопрограмму Эда Салливана, где произнёс первую шутку: «Говорит Джек Бенни. А сейчас будет пауза, во время которой вы скажете „И что?“…».

## Радио

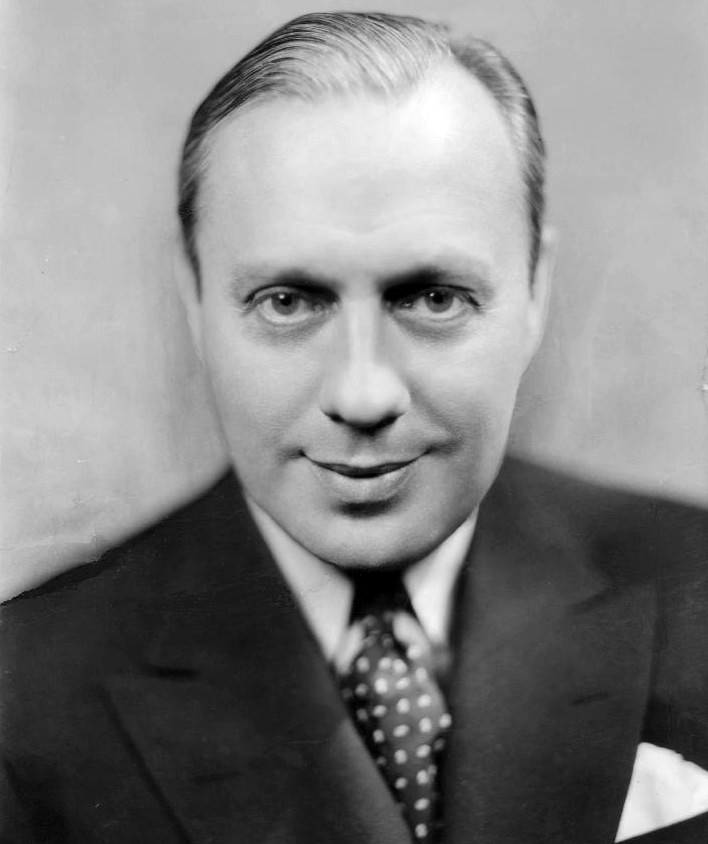
Джек Бенни в 1933 году, только что получив работу на NBC

Карьера Джека Бенни на радио началась 6 апреля 1932 года. В этот день он прошёл прослушивание для программы The Canada Dry Program (её спонсором выступила компания-производитель имбирного эля Canada Dry). Вспоминая об этом в 1956 году, Бенни утверджал, что в 1932 году его пригласил в свою программу Эд Салливан, а затем поступило предложение от агентства, работавшего на Canada Dry.
Первый выпуск программы The Canada Dry Program вышел в эфир 2 мая 1932 года в сети Blue Network, принадлежащей NBC. Она продолжала выходить полгода до 26 октября, а затем 30 октября вновь возобновилась, но уже на CBS, где выходила до 26 января 1933 года.
17 марта 1933 года Бенни снова появился на NBC с программой The Chevrolet Program. 1 апреля 1934 года сменился спонсор — теперь им стала компания General Tire. В октябре 1934 года Бенни поменял спонсора на General Foods, и с этой компанией оставался следующие десять лет. Но самым долгим спонсором шоу Джека Бенни стала марка Lucky Strike компании American Tobacco: сотрудничество с ней продолжалось с октября 1944 года до конца первой серии радиопередач Джека Бенни.
2 января 1949 года передача переселилась на CBS, где оставалась до последнего выпуска 22 мая 1955 года. С 1956 по 1958 годы под названием The Best of Benny на CBS выходили повторы лучших шоу Джека Бенни. Из обыкновенного артиста водевилей Джек Бенни превратился в национальную фигуру, чьё еженедельное шоу выходило на радио с 1932 по 1955 годы, став за это время одной из самых популярных передач.

## Телевидение

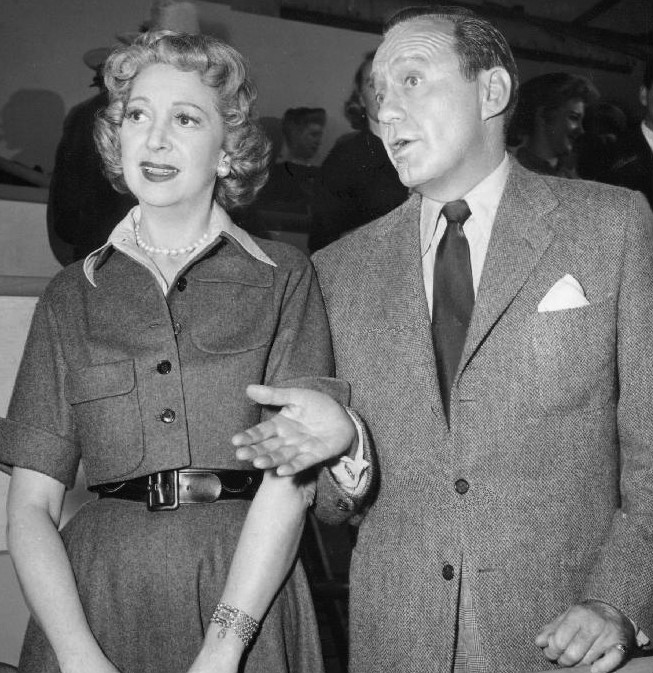
Джек Бенни и Мэри Ливингстон (1960)

Джек Бенни впервые появился на телеэкране во время инаугурационной передачи лос-анджелесской станции KTTV (11 канал), принадлежавшей CBS, 1 января 1949 года.
Телевизионная версия The Jack Benny Program впервые вышла 28 октября 1950 года. Вначале оно планировалось как серия из пяти передач в сезоне 1950—1951 годов. Однако оно продолжилось и в последующих сезонах. В сезон 1953—1954 года половина передач транслировалась в записи, чтобы Бенни мог вести шоу на радио. В мае 1955 года было принято окончательное решение выпускать только телевизионную передачу. С 1960 и до окончания в 1965 году шоу выходило каждую неделю.
Когда Бенни появился на телевидении, публика открыла для себя, что помимо вербального таланта он прекрасно владеет мимикой. Первые телевизионные передачи часто были переработкой радиошоу, в которые добавлялись визуальные гэги. Спонсором телепередач остался Lucky Strike. Вступительный и финальный монологи Бенни произносил перед живой аудиторией, считая, что она необходима для правильного выдерживания паузы. Как и в других шоу, шутки сопровождались записанным смехом, так как из-за перекрывающей поле зрения аппаратуры зрители в студии могли не увидеть игру лицом. Но телезрителям пришлось смириться с тем, что из шоу исчезла Мэри Ливингстон, которую неожиданно сразила крайняя форма боязни сцены. В 1958 году она окончательно отказалась от выступлений.
В телепрограмме Джек Бенни больше полагался на приглашённых звёзд, нежели на постоянных участников, в отличие от радио. На экране постоянно появлялись лишь двое из его партнёров по радио — Дон Уилсон и Эдди Андерсон. Среди приглашённых звёзд частым гостем шоу была канадская певица-скрипачка Жизель Маккензи.
Бенни умел привести в эфир людей, редко или никогда не появлявшихся на телевидении. В 1953 году в его программе состоялся телевизионный дебют Мэрилин Монро и Хамфри Богарта.

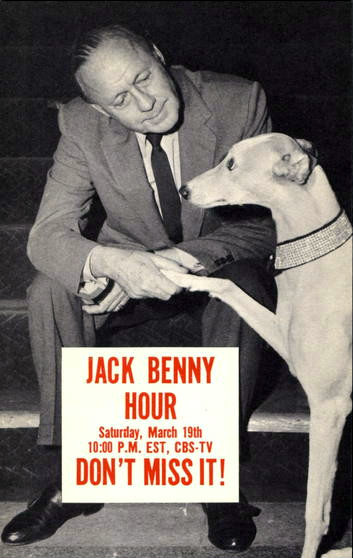
Рекламная открытка одного из нерегулярных шоу Джека Бенни

В 1964 году CBS отказалась продолжать шоу из-за снижения рейтинга и невостребованности среди молодой аудитории, на которую стала ориентироваться компания. Бенни перешёл на NBC, но проиграл по рейтингу конкурирующему шоу CBS Gomer Pyle, U.S.M.C.. В результате в конце сезона от шоу отказалась и NBC. Бенни время от времени появлялся в эфире до 1970-х годов, последний раз в январе 1974.
В своей неопубликованной автобиографии I Always Had Shoes (частично использованной в книге дочери Джоан Sunday Nights at Seven) Бенни писал, что он, а не NBC, принял решение прекратить своё шоу на телевидении. Причиной этому он назвал недовольство рекламодателей, вынужденных платить двойную цену за рекламное время в его шоу, а также нежелание дальше участвовать в «крысиных бегах». При этом рейтинг свой передачи Бенни он обозначил как хороший — 18 миллионов зрителей еженедельно. Таким образом, после тридцати лет на радио и телевидении Джек Бенни ушёл на пике славы.

## Кино
Джек Бенни неоднократно снимался в фильмах: «Голливудское ревю 1929 года», Broadway Melody of 1936, George Washington Slept Here (1942) — номинирован на премию «Оскар» за лучшую работу художника-постановщика, «Тётка Чарлея» (1941) — экранизация одноимённой пьесы — шёл в нашем прокате в первый послевоенный год, «Быть или не быть» (1942), также демонстрировавшийся в кинопрокате в СССР, — номинирован на премию «Оскар» за лучшую музыку к фильму. Бенни и Ливингстон также участвовали в фильме Эда Салливана Mr. Broadway (1933). В своих шоу Бенни часто пародировал известные фильмы и жанры кино, а в 1940 году вышел фильм Buck Benny Rides Again, в котором персонажи его шуток стали героями пародии-вестерна. А провалившийся в прокате фильм Бенни The Horn Blows at Midnight превратился в постоянный объект для насмешек в рамках радиошоу и телепрограммы.
Не отмеченное в титрах камео Джека Бенни имеется в фильме «Касабланка» (о чём было указано в рекламе фильма в газетах). Это подтверждает кинокритик Роджер Эберт.
Сам Джек Бенни становился объектом пародий в нескольких мультфильмах Warner Brothers, включая Daffy Duck and the Dinosaur (1939), где он выведен в виде пещерного человека Каспера), а также I Love to Singa (1936), Slap Happy Pappy (1940) и Goofy Groceries (1941), где появляется персонаж Джек Банни. В Malibu Beach Party (1940) он играет самого себя, а в The Mouse that Jack Built (1959) Джек Бенни и его партнёры по шоу озвучивают мышиные версии своих персонажей.

## Последние годы

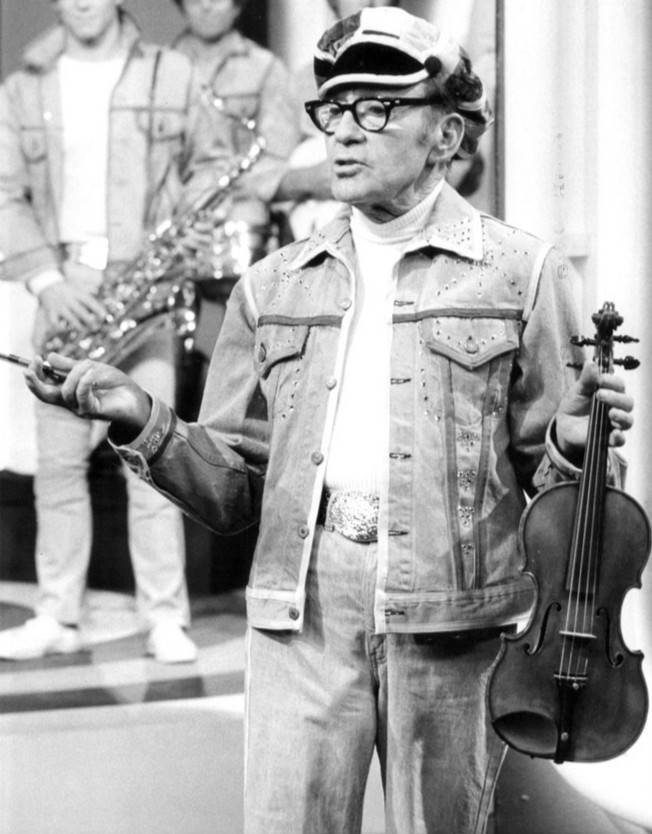
Джек Бенни в шоу 1974 года

Закончив карьеру на телевидении, Бенни выступал в качестве стэндап-комика, а в 1963 году сыграл камео-эпизод в фильме «Этот безумный, безумный, безумный, безумный мир». Он появляется перед героями фильма посреди пустыни в маленьком автомобильчике, предлагает помощь и, получив грубый отказ, произносит свою знаменитую реплику:«Well!».
Одно из последних выступлений на телевидении состоялось весной 1972 года в передаче The Tonight Show Starring Johnny Carson, праздновавшей своё десятилетие. Во время выступления Бенни шутил о своей способности играть на скрипке, которой владел неплохо.
Бенни готовился к ведущей роли в фильме Нила Саймона «Солнечные мальчики», но в 1974 году резкое ухудшение здоровья не позволило выполнить эту задачу. Чтобы сниматься, он убедил лучшего друга Джорджа Бёрнса заменить его на выступлениях в ночном клубе, но в результате именно Бёрнс сыграл в фильме и получил награду Академии.
Несмотря на ухудшавшееся состояние, Бенни появлялся в передаче The Dean Martin Celebrity Roast, где «поджаривал» Рональда Рейгана, Джонни Карсона, Боба Хоупа и Люсиль Болл, а в феврале 1974 года сам оказался объектом «прожарки». Передача с Люсиль Болл стала его последним выступлением на публике, вышедшим через два месяца после смерти — 7 февраля 1975 года.

### Смерть
В октябре 1974 года Джек Бенни отменил выступление в Далласе, штат Техас, почувствовав головокружение и онемение рук. Несмотря на несколько обследований, причины плохого самочувствия не были установлены. В декабре Бенни пожаловался на боли в желудке, но первое обследование результатов не дало. Только со второго раза был поставлен диагноз — неоперабельный рак поджелудочной железы. Решив провести последние дни дома, Бенни принимал только близких людей: Джорджа Бёрнса, Боба Хоупа, Фрэнка Синатру, Джонни Карсона и Джона Роулза. 26 декабря 1974 года Джек Бенни скончался. Два дня спустя он был похоронен в склепе на кладбище Хиллсайд в Калвер-Сити, штат Калифорния. По завещанию его вдова, Мэри Ливингстоун, каждый день до смерти 30 июня 1983 года получала красную розу.
Объясняя свой успех, Джек Бенни писал: «Всё хорошее, что со мной произошло, было случайностью. У меня не было амбиций, я не горел желанием идти вперёд к ясной цели. Я вообще никогда точно не знал, куда иду».
После смерти семья Джека Бенни передала Калифорнийскому университету в Лос-Анджелесе все его личные, деловые и профессиональные бумаги, а также коллекцию телевизионных программ. В 1977 году университет основал премию Джека Бенни, вручаемую за выдающиеся заслуги в жанре комедии. Её первым лауреатом стал Джонни Карсон. Принадлежавшая Бенни скрипка Страдивари, приобретённая в 1957 году, была подарена Лос-Анджелесскому филармоническому оркестру.

## Признание
Джеку Бенни принадлежит три звезды на голливудской «Аллее славы» — телевизионная, кинематографическая и радиовещательная. Бенни включён в залы славы The Broadcasting and Cable Hall of Fame и National Radio Hall of Fame.
В 1991 году Почта США выпустила марку, посвящённую Джеку Бенни.

Средняя школа в Уокигане, штат Иллинойс, носит имя Джека Бенни. Девиз школы — «Дом тридцатидевятилетних».

## Интересный факт
Актёр Альфред Хоторн Хилл взял себе псевдоним «Бенни Хилл» в честь Джека Бенни.